# Казан (аул)
Казан (каз. Қазан, до 2007 года — село Казанка) — аул в Мартукском районе Актюбинской области Казахстана. Входит в состав Мартукского сельского округа. Код КАТО — 154630300.
Аул расположен примерно в 3 км к северо-востоку от села Мартук.

## Население
В 1999 году население аула составляло 426 человек (198 мужчин и 228 женщин). По данным переписи 2009 года, в ауле проживало 513 человек (249 мужчин и 264 женщины).